# Гревилл, Фрэнсис, 5-й граф Уорик
Фрэнсис Ричард Чарльз Гай Гревилл, 5-й граф Уорик (англ. Francis Richard Charles Guy Greville, 5th Earl of Warwick; 9 февраля 1853 — 15 января 1924) — британский пэр и консервативный политик. Носил титул учтивости — лорд Брук (1853—1893).

## Происхождение и образование
Родился 9 февраля 1853 года в Карлтон-Гарденс, Лондон. Старший сын Джорджа Гревилля, 4-го графа Уорика (1818—1893), и его жены, леди Энн Чартерис (1829—1903), дочери Фрэнсиса Чартериса, 9-го графа Уимса. Он получил образование в Итонском колледже (Виндзор, графство Беркшир) и в колледже Крайст-Черч в Оксфорде.
С февраля 1874 года — младший лейтенант Уорикширского йоменского полка. Лорд Брук был назначен заместителем лейтенанта Уорикшира в марте 1875 года и получил чин капитана йоменского полка в августе 1876 года.

## Карьера

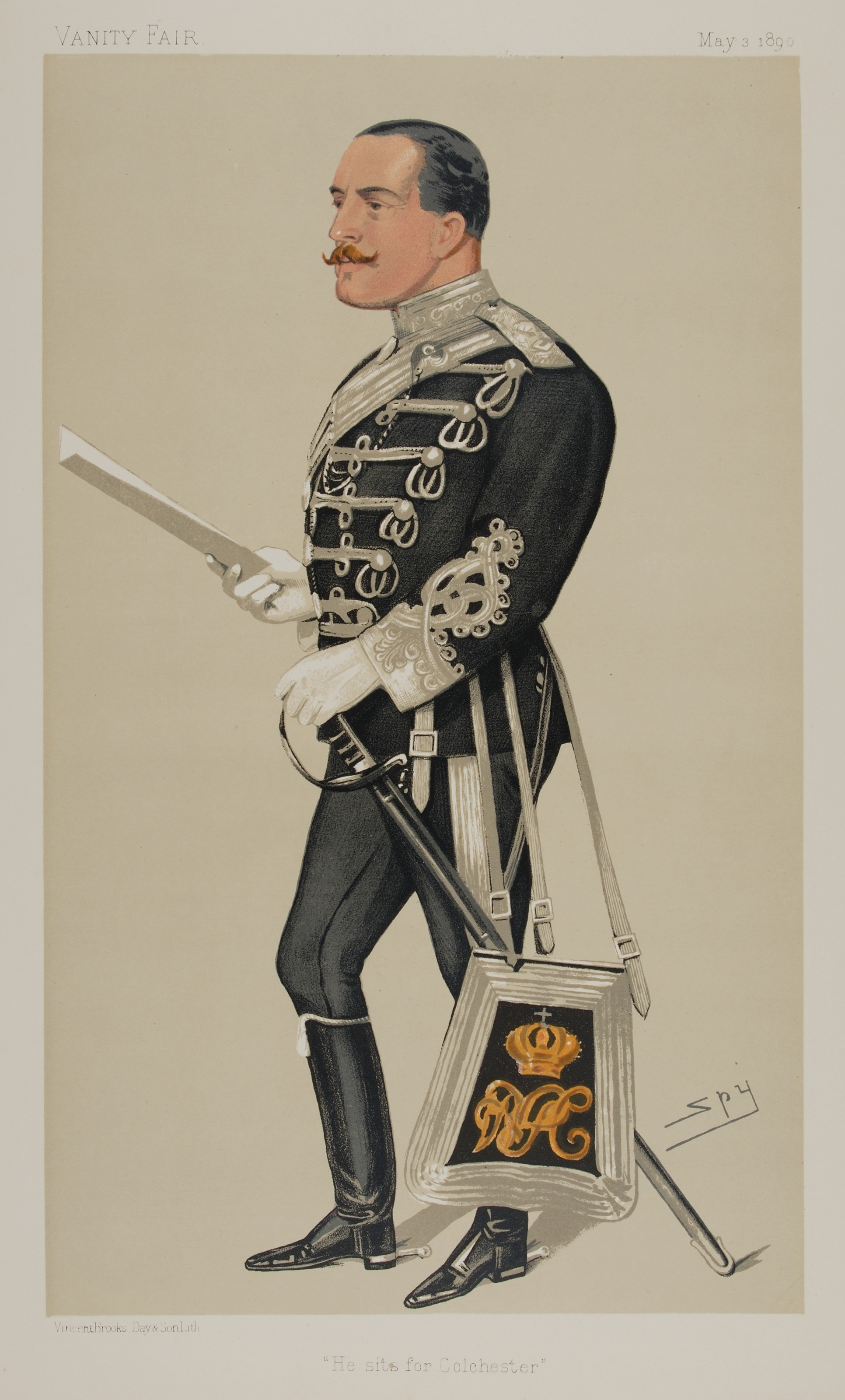
Фрэнсис Гревилл, Ярмарка тщеславия, 3 мая 1890 года.

Лорд Брук заседал в Палате общин Великобритании от Ист-Сомерсета (1879—1885) и Колчестера (1888—1892).
В декабре 1893 года после смерти своего отца Фрэнсис Гревилл унаследовал титулы 5-го графа Уорика и 5-го графа Брука, став членом Палаты лордов.
С 1901 по 1919 год лорд Уорик занимал должность лорда-лейтенанта графства Эссекс. В июле 1919 года он был назначен заместителем лейтенанта графства. С ноября 1901 года — почётный полковник Эссекского йоменского полка.
Старший масон Объединенной Великой Ложи Англии, дослужился до должности заместителя Великого мастера под руководством Великого мастера Альберта Эдварда, принца Уэльского, будущего короля Эдуарда VII. Он также был членом Древнего Ордена Друидов (AOD); в августе 1905 года он был одним из британских аристократов-членов Ордена, принявших участие в первой церемонии, организованной AOD в Стоунхендже.

## Личная жизнь
30 апреля 1881 года в Вестминстерском аббатстве лорд Уорвик женился на Фрэнсис Эвелин Мейнард (10 декабря 1861 — 26 июля 1938), дочери полковника Чарльза Мейнарда и его второй жены Бланш Фицрой. У них было пятеро детей:
- Леопольд Гай Фрэнсис Мейнард Гревилл, 6-й граф Уорик (10 сентября 1882 — 31 января 1928), старший сын и преемник отца.
- Леди Марджори Бланш Ева Гревилл (25 октября 1884 — 25 июля 1964), в 1904 году она вышла замуж за Чарльза Данкомба, 2-го графа Февершема, от брака с которым у неё было трое детей.
- Достопочтенный Чарльз Элджернон Кромарти Гревилл (22 ноября 1885 — 28 марта 1887)
- Достопочтенный Мейнард Гревилл (21 марта 1898 — 21 февраля 1960), в 1918 году женился на Доре Пейп, от брака с которой у него была одна дочь.
- Леди Мерси Гревилл (3 апреля 1904 — 21 ноября 1968), 1-й муж с 1925 года — Бэзил Дин (развод в 1933 году), 2-й муж с 1936 года — Патрик Гэмбл[9].

Отцом двоих младших детей, по общему мнению, был один из любовников графини, миллионер Джозеф Лэйкок.
Фрэнсис Гревилл, 5-й граф Уорик, умер в январе 1924 года в возрасте 70 лет и похоронен в церкви Святой Марии в Уорике. Ему наследовал его старший сын Леопольд.